# Декейтер (округ, Айова)
Деке́йтер (англ. Decatur County) — округ в США, штате Айова. На 2000 год численность населения составляла 8689 человек. По оценке бюро переписи населения США в 2009 году население округа составляло 8231 человек. Окружным центром является город Лион.

## История
Округ Декейтер был сформирован 13 января 1846 года.

## География
Согласно данным Бюро переписи населения США площадь округа Декейтер составляет 1377 км².

### Основные шоссе
- Федеральная автострада 35
- Шоссе 69
- Автострада 2

### Соседние округа
- Кларк  (север)
- Уэйн  (восток)
- Мерсер, Миссури  (юго-восток)
- Гаррисон, Миссури  (юго-запад)
- Рингголд  (запад)

## Демография
По данным переписи населения 2000 года в округе проживало 8689 жителей. Среди них 22,1 % составляли дети до 18 лет, 17,6 % люди возрастом более 65 лет. 50,7 % населения составляли женщины.
Национальный состав был следующим: 96,0 % белых, 1,2 % афроамериканцев, 0,3 % представителей коренных народов, 1,0 % азиатов, 2,6 % латиноамериканцев. 1,4 % населения являлись представителями двух или более рас.
Средний доход на душу населения в округе составлял $14209. 21,7 % населения имело доход ниже прожиточного минимума. Средний доход на домохозяйство составлял $33939.
Также 81,7 % взрослого населения имело законченное среднее образование, а 15,1 % имело высшее образование.